# Lorena Čižmek
Lorena Čižmek (?, 28. rujna 2003.), hrvatska je umjetnička klizačica i koturaljkašica. Članica je Koturaljkaškog Kluba Medveščak.
Uz sestru Piu, jedina se u Hrvatskoj bavi in-line koturaljkanjem.
Na Europskome prvenstvu u Italiji 2021. bila je šesta. Završila je peta na Svjetskim rolerskim igrama u Buenos Airesu 2022. Na Europskome prvenstvu u Italiji 2023. završila je četvrta.
Uspjesi:
Prvenstvo Zagreba
- pobjednica: 2017., 2019., 2022.
- doprvakinja: 2014.

Kup Zagreba
- doprvakinja: 2013./14.

Prvenstvo Hrvatske
- doprvakinja: 2014., 2017.

Međunarodna natjecanja
- Geneve coupe Meyrinoise: drugoplasirana (2017.)
- Amfora, Pula: prvoplasirana (2015., 2022.), drugoplasirana (2018., 2019.)